# Gare de Remoulins - Pont-du-Gard
Gare de Remoulins - Pont-du-Gard vasútállomás Franciaországban, Remoulins településen.

## Vasútvonalak
Az állomást az alábbi vasútvonalak érintik:
- Givors-Canal–Grezan-vasútvonal

## Kapcsolódó állomások
A vasútállomáshoz az alábbi állomások vannak a legközelebb: